# 勒特龙凯
勒特龙凯（法語：Le Tronquay，法語：[lə tʁɔ̃kɛ] ⓘ）是法国卡爾瓦多斯省的一个市镇，属于巴约区。

## 地理
勒特龙凯（49°13'41"N, 0°49'25"W）面积13.07 平方千米，位于法国诺曼底大区卡爾瓦多斯省，该省份为法国西北部沿海省份，北濒大西洋英吉利海峡，东北与滨海塞纳省以海上边界相接，东临厄尔省，南至奧恩省，西与芒什省接壤。
与勒特龙凯接壤的市镇（或旧市镇、城区）包括：阿日、康皮尼、卡斯蒂永、克鲁艾、勒莫莱-利特里、蒙菲凯、诺龙拉波特里、德龙河畔巴勒鲁瓦。

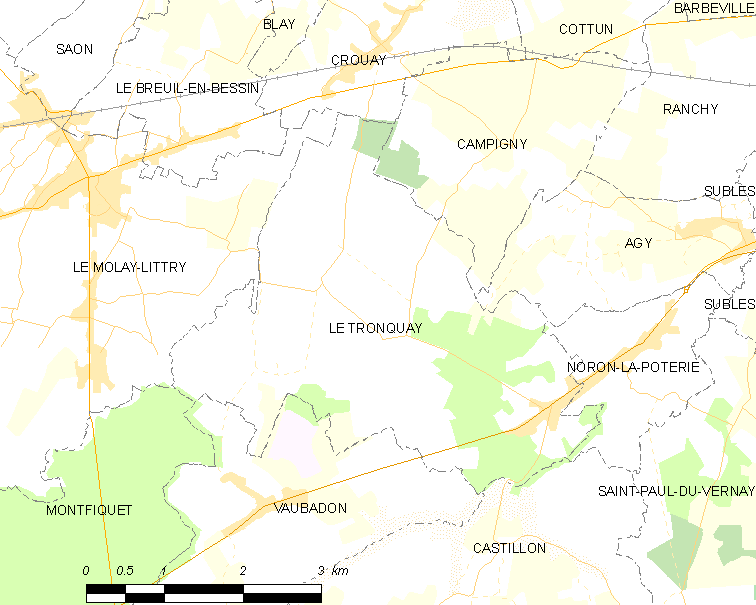
勒特龙凯的OSM定位图

勒特龙凯的时区为UTC+01:00、UTC+02:00（夏令时）。

## 行政
勒特龙凯的邮政编码为14490，INSEE市镇编码为14714。

## 政治
勒特龙凯所属的省级选区为特雷维耶尔县。

## 人口

1962-2008年间勒特龙凯人口变化图示

勒特龙凯于2022年1月1日时的人口数量为762人。